# Cleopatra din Ierusalim
Cleopatra din Ierusalim a fost o femeie care a trăit în secolul I î.Hr. în timpul stăpânirii Ierusalimului de către Imperiul Roman. Ea a fost cea de-a cincea soție a regelui Irod cel Mare al Iudeei.
Există posibilitatea conform căreia Cleopatra ar fi fost fiica unui nobil local din Ierusalim. Ea s-a născut și a crescut în acest oraș și ar fi putut avea origini evreiești sau edomito-feniciene. A fost denumită Cleopatra din Ierusalim pentru a o distinge de regina ptolemeică greacă Cleopatra a VII-a a Egiptului.
Iosephus Flavius o menționează pe „Cleopatra din Ierusalim” de două ori: o dată în Antichități iudaice 17.1.3 și încă o dată în Istoria războiului iudeilor împotriva romanilor 1.28.4. Cleopatra din Ierusalim nu avea legături cu dinastia Hașmoneilor. Ea s-a căsătorit cu regele Irod cel Mare în anul 25 î.Hr. Căsătoria ei cu Irod a fost, cel mai probabil, rezultatul unei alianțe politice.
Cleopatra i-a născut lui Irod doi fii, care au fost:
- Irod (n. 24 î.Hr./23 î.Hr.), despre care se știe foarte puțin.[necesită citare]
- Irod Filip al II-lea (n. 22 î.Hr./21 î.Hr. – 34),[3] care a devenit ulterior tetrarh al Itureei și Trahonitei.

Copiii lui Irod și ai Cleopatrei au fost crescuți și educați la Roma. După moartea soțului ei, în anul 4 î.Hr., cel de-al doilea fiu al ei a moștenit o parte din teritoriile stăpânite de tatăl lui și a domnit ca un rege vasal al Romei până la moartea lui în anul 34. Irod Filip al II-lea s-a căsătorit cu nepoata lui, Salomeea (cea care i-a cerut mamei sale, Irodiada, capul lui Ioan Botezătorul). Cleopatra a devenit astfel soacra Salomeei. Filip și Salomeea nu au avut copii.

## Legături externe
- http://virtualreligion.net/iho/herod2.html
- http://www.historyofthedaughters.com/69.pdf
- http://www.livius.org/he-hg/herodians/herod_the_great02.html Arhivat în 23 decembrie 2012, la Wayback Machine.
- http://jewishencyclopedia.com/view.jsp?artid=537&letter=C